# 국제 표준 시청각 번호
국제 표준 시청각 번호(ISAN, International Standard Audiovisual Number) 또는 국제표준 시청각 자료 번호는 도서의 국제표준도서번호(ISBN)과 유사하게 시청각 작품 및 관련 버전의 고유 식별자이다. 이는 ISO(국제 표준화 기구) TC46/SC9 작업 그룹 내에서 개발되었다. ISAN은 ISAN-IA에서 관리하고 운영한다.

## 개요
ISAN 표준(ISO 표준 15706:2002 및 ISO 15706-2)은 비디오를 인코딩, 추적 및 배포해야 하는 제작자, 스튜디오, 방송사, 인터넷 미디어 제공업체 및 비디오 게임 게시자가 선택할 시청각 식별자로 권장되거나 필요하다. 다양한 형식. ISAN 시스템에 등록된 각 시청각 작품 및 관련 버전에 대해 고유하고 국제적으로 인정되는 영구 참조 번호를 제공한다. ISO 15706-2는 2002년에 발표된 기존 표준 ISO 15706:2002를 확장한 ISO 표준이다. ISO 15706-2는 정보 및 문서 ISAN 파트 2: 버전 식별자이다.
ISO 15706-2:2007은 V-ISAN의 발급 및 관리를 지원하는 기본 시스템과 절차를 지정한다.
ISAN은 구상부터 생산, 유통, 소비에 이르는 전체 라이프사이클에 걸쳐 작품을 식별한다.
ISAN은 극장 개봉 인쇄물, DVD, 출판물, 광고, 마케팅 자료 및 포장과 같은 디지털 및 물리적 매체뿐만 아니라 저작물을 고유하게 식별하기 위한 라이선스 계약에도 통합될 수 있다.
ISAN 식별자는 AACS, DCI, MPEG, DVB 및 ATSC와 같은 많은 초안 및 최종 표준에 통합되어 있다. 식별자는 저작권 식별 시스템 및 ITU-T Rec. H.222 또는 ISO/IEC 13818 프로그램 내 참조를 위해 설명자 13(0x0D) 하에서 제공될 수 있다.

## 번호 형식

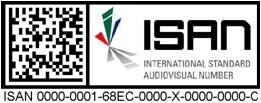
2차원 바코드가 들어간 ISAN 예시

ISAN은 6바이트 루트, 2바이트 에피소드 또는 부분, 4바이트 버전의 세 세그먼트로 구성된 12바이트 블록이다.
| 길이   | 이름         | 유형   | 기본값 |
| ------ | ------------ | ------ | ------ |
| 48비트 | isan_root    | uimsbf | 다양함 |
| 16비트 | root_part    | uimsbf | 0      |
| 32비트 | part_version | uimsbf | 1      |

uimsbf: unsigned integer (가장 중요한 비트를 우선)

## ISAN-IA
ISAN-IA(ISAN International Agency)는 ISAN 표준을 실행하기 위해 AGICOA, CISAC 및 FIAPF가 2003년에 설립한 제네바 기반의 비영리 협회이다.
ISAN-IA는 다음을 담당한다.
- ISAN 중앙 저장소 유지 관리
- ISAN 시스템 구현, 실행 및 관리
- 전 세계 ISAN 등록 기관을 인증하고 임명
- 등록 기관의 도움으로 ISAN 표준을 시청각 산업에 홍보